# Gilbert Romeyer-Dherbey
Pour les articles homonymes, voir Romeyer (homonymie).
Gilbert Romeyer-Dherbey, né en 1934, est un philosophe français, ancien élève de l'École normale supérieure de Saint-Cloud. 

## Biographie
Historien de la philosophie antique, il a longtemps enseigné à l'université Paris IV-Sorbonne où il a dirigé le Centre Léon Robin de 1991 à 2002. Il est par ailleurs spécialiste de Maine de Biran.

### Œuvres
- Maine de Biran ou le Penseur de l'immanence radicale, Paris, Éditions Seghers, 1974.
- Les Choses mêmes : la pensée du réel chez Aristote, Lausanne/Paris, L'Âge d'homme, 1983.
- Les sophistes, Paris, Presses universitaires de France, coll. « Que sais-je ? », 1985.
- La parole archaïque, Paris, PUF, 1998.
- Une trace infime d'encre pâle : six études de littérature & philosophie mêlées, Paris, Encre marine, 2003.
- Aristote théologien, et autres études de philosophie grecque, Paris, Les Belles Lettres / Encre marine, 2009.
- La Pensée de Marcel Proust, Paris, Classiques Garnier, coll. « Bibliothèque proustienne », 2015.

### Directions d'ouvrage
- Corps et âme : sur le De anima d'Aristote, sous la dir. de Gilbert Romeyer-Dherbey, études réunies par Cristina Viano, Paris, Vrin, "Bibliothèque d'histoire de la philosophie ", 1996.
- Gilbert Romeyer-Dherbey (dir.), Socrate et les socratiques, Paris, Vrin, 2001, 544 p. (ISBN 2-7116-1457-3, lire en ligne)
- L'excellence de la vie : sur l'Éthique à Nicomaque et l'Éthique à Eudème d'Aristote, études sous la dir. de Gilbert Romeyer-Dherbey, réunies et éd. par Gwenaëlle Aubry, Paris, Vrin, "Bibliothèque d'histoire de la philosophie", 2002.
- Les stoïciens, études sous la dir. de Gilbert Romeyer-Dherbey, réunies et éd. par Jean-Baptiste Gourinat, Paris, Vrin, "Bibliothèque d'histoire de la philosophie", 2001.